# Tony Hawk’s Skateboarding
Tony Hawk’s Skateboarding (w USA wydana jako Tony Hawk’s Pro Skater, THPS) – pierwsza gra z serii Tony Hawk’s. Gra została wydana na PlayStation (1999), Nintendo 64 (2000), Dreamcast (2000), Game Boy Color (2000), oraz N-Gage (2003). 
Na grę składa się 9 poziomów – w 6 z nich gracz musi wykonywać określone zadania, aby odblokować kolejne poziomy, a 3 rundy to turnieje – gracz musi zdobyć jak największą liczbę punktów, aby pokonać skaterów sterowanych przez komputer i zdobyć medal. 

## Skaterzy
- Tony Hawk
- Bob Burnquist
- Geoff Rowley
- Bucky Lasek
- Chad Muska
- Kareem Campbell
- Andrew Reynolds
- Rune Glifberg
- Jamie Thomas
- Elissa Steamer
- Officer Dick (ukryty)
- Private Carrera (ukryty)

## Poziomy
Twórcy gry stworzyli 9 poziomów do gry :
- Warehouse
- School
- Mall
- Skate park
- Downtown mineapolis
- Downhill jam
- Burnside
- Strretes
- Roswell

## Soundtrack
1. The Suicide Machines – „New Girl"
2. Goldfinger – „Superman"
3. Speedealer – „Screamer/Nothing to Me"
4. Dead Kennedys – „Police Truck"
5. Primus – „Jerry Was A Racecar Driver"
6. Unsane – „Committed"
7. The Vandals – „Euro-Barge"
8. Suicidal Tendencies – „Cyco Vision"
9. Even Rude – „Vilified"
10. The Ernies – „Here & Now"
11. Aim – Ain't Got Time To Waste